# Jean-Claude Gobé
Pour les articles homonymes, voir Gobé.
Jean-Claude Gobé est un homme politique québécois. Il est chef de l'opposition à la ville de Laval et du parti municipal lavallois Action Laval de 2013 à 2017. 
Il est député du Parti libéral du Québec de 1985 à 2003, puis indépendant, dans LaFontaine en 2003.

## Biographie
Fils de Jules Gobé et de Simone Oosterlink, Jean-Claude Gobé est né à Charleville, en France, le 11 avril 1949
Après des études à Orléans et à Montpellier, il s'engage au 7e régiment d'artillerie de marine de 1967 à 1971, à Fréjus. Il arrive au Canada à 23 ans, en 1972.
Agent commercial puis responsable chez Renault Canada, il est ensuite directeur chez Ademco puis chez Comterm. Il est directeur général de Location Norma de 1980 à 1985, membre des chambres de commerce et de plusieurs clubs.
Jean-Claude Gobé est élu député libéral de la circonscription de LaFontaine en 1985. Il est réélu en 1989 et en 1994, et devient l'adjoint parlementaire de la ministre de la Culture de janvier à juillet 1994. Il est réélu en 1998. 
Le 20 février 2003, Jean-Claude Gobé annonce aux médias sa démission du Parti libéral qui souhaitait qu'un candidat-vedette prenne sa place. On lui avait déjà demandé de céder sa place pour les élections de 1998, et ces efforts avait repris de plus bel depuis un an. Il a également été l'objet de critiques au sein du parti pour le recrutement de sa femme pour un poste payé 50 000 $ par année à son bureau de circonscription, laquelle avait tendance à être plutôt absente à ce dernier. C'est lors d'une rencontre avec Jean Charest, le 10 février, que les jeux se sont faits pour Gobé. Le chef libéral aurait d'abord voulu lui assurer un emploi après une victoire de son parti, mais se serait ravisé devant le refus du député de quitter la vie politique. Gobé est très critique envers Jean Charest, qualifiant son arrivée à la tête du parti de « grave erreur », et affirmant que sous sa gouverne, le Parti libéral n'est plus l'ombre de ce qu'il était sous Robert Bourassa. Il dit avoir vécu très difficilement les pressions subies lors des derniers mois,. Le nom de John Parisella, ancien chef de cabinet de Robert Bourassa, était principalement cité comme son remplaçant, mais c'est finalement Tony Tomassi, fils d'un collecteur de fonds important du parti, qui est choisi. Jean-Claude Gobé siège ensuite comme indépendant et ne se représente pas aux élections de cette année-là.
Il se présente ensuite aux élections fédérales comme candidat du Parti libéral du Canada mais est battu en 2004 à La Pointe-de-l'Île et en 2006 dans la circonscription Alfred-Pellan. Il a été conseiller du chef de l'ADQ Gérard Deltell et président de l'association adéquiste de LaFontaine en 2011.
Il fonde le parti Action Laval et le dirige à partir d'avril 2013. Le 3 novembre 2013, il est battu aux élections municipales de Laval et devient le chef de l'opposition officielle.
Il annonce officiellement sa démission en mars 2018.

## Positionnement idéologique et ses principales idées politiques
Jean-Claude Gobé est un homme politique qui se situe au centre-droit sur le spectre idéologique[réf. nécessaire].